# El DDT
El DDT fue una revista de historietas, fundamentalmente cómicas, de la editorial española Bruguera que se publicó semanalmente entre 1951 y 1978. Existieron otros tres revistas de Bruguera asociadas a El DDT: Selecciones de Humor de El DDT (1957-1959), Suplemento de Historietas de El DDT (1959) y Super DDT (1973-1981). La revista "El DDT" tuvo tres épocas diferenciadas:

## Primera época (1951-26/10/1964)
El DDT apareció en mayo de 1951, tras los fracasos editoriales de "El Campeón" (1948-1949) y "Super Pulgarcito" (1949-1951). Durante su primera etapa, en la que llevó el nombre de El DDT contra las penas, se publicaron 702 números ordinarios, varios extraordinarios y 13 almanaques. Se inspiraba en la revista argentina Rico Tipo y estaba concebida para un público adulto, lo que, en la práctica, suponía escasas diferencias con el resto de las publicaciones de la editorial, más orientadas hacia la infancia: la censura de la época permitía un muy estrecho margen de maniobra. Algunas desleídas alusiones eróticas, sin salirse de la mojigatería imperante, y la presencia de solterones, fueron sus señas distintivas. 
Las portadas de las primeras entregas estaban dibujadas por Cifré y Peñarroya Colaboraron en ella otros importantes autores de Bruguera, como Carlos Conti, Vázquez, o el propio director de la editorial, Rafael González Martínez. A diferencia de otras revistas de la editorial, concedía un gran interés a las secciones ajenas a la historieta, sobre todo humorísticas. Una de sus aportaciones fue la sección fija de textos humorísticos Diálogos para besugos, escrita por Armando Matías Guiu. Sus series más destacadas fueron las siguientes:
| Años            | Números  | Título                                       | Autoría                | Procedencia                                       |
| --------------- | -------- | -------------------------------------------- | ---------------------- | ------------------------------------------------- |
| 05/1951         | 1        | ¡¡Qué cosas pasan!!                          | Peñarroya              |                                                   |
| 05/1951         | 1        | Mi tío Magdaleno                             | Conti                  | Nueva                                             |
| 05/1951-11/1952 | 1-76     | Azufrito                                     | Vázquez                | Nueva                                             |
| 05/1951         | 1        | Casildo                                      | Nadal                  | Pulgarcito                                        |
| 1951-1964       | 1-702    | La familia Cebolleta                         | Vázquez                | Nueva                                             |
| 05/1951         | 1        | Crónicas del Universo y otros países         | Sisenando Merluzo      |                                                   |
| 05/1951-1952    | 1        | Cucufato Pi                                  | Cifré                  | Pulgarcito                                        |
| 05/1951         | 1        | Pedrusco Brutote                             | Peñarroya              | Nueva                                             |
| 05/1951         | 1        | Don Telescopio                               | Escobar                | Nueva                                             |
| 05/1951         | 1        | Sinforino                                    | Jorge                  |                                                   |
| 05/1951-1955    | 1-       | Doña Tula, suegra                            | Escobar                | Nueva                                             |
| 05/1951         | 1        | Ofelio                                       | Jorge                  |                                                   |
| 05/1951         | 1-       | Apolino Tarúguez, hombre de negocios         | Conti                  | "Cucú"                                            |
| 05/1951         | 1-       | Nuestros lacrimosos folletines               | Afrodisio de Camembert | Nueva                                             |
| 05/1951         | 1-27, 77 | Rosita, la vampiresa                         | Nadal                  | Nueva                                             |
| 05/1951         | 1-       | Prudencio                                    | Martz Schmidt          | Nueva                                             |
| 05/1951         | 1-       | Don Danubio, personaje influyente            | Martz Schmidt          |                                                   |
| 05/1951         | 1-       | Currito Farola, er Niño e la Bola            | Vázquez                | Nueva                                             |
| 05/1951         | 1-       | Selecciones indigestas                       |                        | Nueva                                             |
| 05/1951         | 1-       | Microbio                                     | García                 | Nueva                                             |
| 05/1951         | 1-       | Don Eulalio                                  | Conti                  | Nueva                                             |
| 05/1951         | 1-       | Nuestra voraz tijera                         | VV. AA.                |                                                   |
| 05/1951         | 1-       | Aventuras morrocotudas del Super-Birria      | Cifré                  | Nueva, historia de "continuará"                   |
| 05/1951         | 1-       | Don Berrinche                                | Peñarroya              | El Campeón.                                       |
| 12/1951-        | 28-      | Doña Filomena                                | Cifré                  | Nueva, en el lugar de Rosita, la vampiresa        |
| 1952            | 51       | La vida adormilada de Morfeo Pérez           | Conti                  | Nueva                                             |
| 1952            | 51       | Amapolo Nevera                               | Cifré                  | Nueva                                             |
| 1952            | 67       | Violeto                                      | García                 | Nueva, alternando con Mi tío Magdaleno y Azufrito |
| 1952            | 106      | López                                        | Vázquez                | Nueva                                             |
|                 |          | Siempre se exagera                           | Peñarroya              | Nueva                                             |
|                 |          | Virutas                                      |                        |                                                   |
|                 |          | El ameno rincón de Ursula Rigodón            |                        |                                                   |
|                 |          | Teatro sintético                             |                        |                                                   |
| 12/1953         |          | Ángel Siseñor                                | Vázquez                | Nueva, sustituye a Violeto                        |
|                 |          | Primero dijo...                              | Jorge                  | Nueva                                             |
| 1954            |          | Matildita y Anacleto, un matrimonio completo | Nadal                  | Nueva                                             |
|                 |          | Cosas del deporte                            |                        |                                                   |
|                 |          | ¡Se ve cada cosa!                            |                        |                                                   |

Con el "Extra de Verano" de 1957 se produce una renovación de su diseño y contenido, para competir con "Tío Vivo", la revista fundada por Escobar, Peñarroya, Conti, Cifré y Giner al margen de Bruguera.
| Años       | Números | Título                                       | Autoría       | Procedencia              |
| ---------- | ------- | -------------------------------------------- | ------------- | ------------------------ |
| 1957       |         | Rebeco                                       | Harry Hanan   | Tira de prensa británica |
| 1957       |         | Rasputín                                     | Martz Schmidt | Nueva                    |
| 1957       |         | Campeonio                                    | Raf           | Nueva                    |
| 1957       |         | Mi primo Gundemaro                           | Jorge         | Nueva                    |
| 1957       |         | Petronio López                               | Gin           | Nueva                    |
| 1957       |         | Agamenón                                     | Fola          | Tira argentina           |
| 1957       |         | Rebollez y Sra.                              | Segura        | Nueva                    |
| 1957       |         | Vidas ejemplares                             | Vázquez       |                          |
| 1957       |         | Bigotini                                     | Fola          | Tira argentina           |
| 1958       |         | Tacañete                                     | Oski          | Tira argentina           |
| 195?       |         | El Mago Pirindola, que no da pie con bola    | Jorge         | Nueva                    |
| 12/01/1959 | 400-    | El capitán Aparejo, zoquete como un cangrejo | Raf           | Nueva                    |

A partir de 1959, volvieron parte de sus antiguos autores:
| Años       | Números | Título                                       | Autoría          | Procedencia                   |
| ---------- | ------- | -------------------------------------------- | ---------------- | ----------------------------- |
| 1959-1963  |         | Doña Tomasa                                  | Escobar          | Nueva                         |
| 1959       |         | Doña Filo y sus hermanas                     | Jorge            | Nueva                         |
| 1959       |         | Quinielo Futbolínez                          | Peñarroya        | Nueva                         |
| 28/12/1959 | 450     | Filiberto Monreal, que nunca tiene un real   | Cifré            | Nueva                         |
| 1959       |         | El Capitán Traganudos y sus sobrinos tozudos | Blas Sanchís     | Nueva                         |
| 1961       |         | Ande, ríase "usté" con el Arca de Noé        | Francisco Ibáñez | El Campeón de las Historietas |
| 1962       |         | Majareto                                     | Oli              | Nueva                         |
| 1962-1965  |         | La familia Churumbel                         | Vázquez          | El Campeón de las Historietas |
| 1963       |         | El botones Sacarino                          | Ibáñez           | Nueva                         |
| 1963       |         | Filomeno y su taxi Genovevo                  | Escobar          | Nueva                         |
| 1964       |         | Don Pepe                                     | Gosset           | Nueva                         |
| 1964       |         | Floripondia Piripi, se pirra por dar el sí   | Peñarroya        | Nueva                         |
| 1964       |         | Pascual, criado leal                         | Nadal            |                               |
| 27/07/64   | 689     | Cepillo Chivátez                             | Cifré            | El Campeón                    |
| 1964       |         | Don Tadeo                                    | Blas Sanchís     |                               |
| 1964       |         | Don Juan Verdades                            | Escobar          |                               |
| 1964       | 704-712 | Angelito                                     | Vázquez          | Tío Vivo                      |

## Segunda época (1964-1967)
Hubo 115 números ordinarios, que continuaban la anterior, y 3 almanaques. Bajo la dirección de Jaume Perich, se amplió el formato a partir del número 713 y se buscó un lector más adulto. También se prescindió del artículo en el nombre, pasando a llamarse sólo DDT. Aparte de Apolino Táruguez o El botones Sacarino, incluía sobre todo humor gráfico de procedencia extranjera:
| Años | Números | Título                                       | Autoría       | Procedencia |
| ---- | --- | -------------------------------------------- | ------------- | ----------- |
|      | 713 | Ángel Siseñor                                | Vázquez       | Continúa    |
|      | 713, 720, 725-750, 752-763, 768-774, 776-777, 779-783, 785, 787, 789, 791, 793-795, Alm66                               | Apolino Tarúguez, hombre de negocios         | Conti         | Continúa    |
|      | 713 | Diálogo para besugos                         | Dini          |             |
|      | 713, 720, 725-729, 749-750, 752, 754, 756, 764, 766-767, 776, 779-781, 784-785, 790, 793-794, Alm66                     | El botones Sacarino                          | Ibáñez        | Continúa    |
|      | 713, 720, 725-731, 734, 738, 741-744                                                                                    | Rebóllez y señora                            | Segura        |             |
|      | 713, 720, 725-727, 730-731, 734-750, 754, 757-764, 768-769, Alm66                                                       | Teatro sintético, del Marqués de Santillopis | Jorge Llopis  |             |
|      | 713, 720, 734-736, 740, 742-745, 747, 749, 754-755, 757-758, 761, 763-765, 767, 769, 775, 780, 782-783, 786, 795, Alm66 | Vates y vatas, del Marqués de Santillopis    | Jorge Llopis  |             |
|      | 720, 727, 750 | Doña Remedios                                | Coq           |             |
|      | 720, 726-741, 744, 746-748, 750, 754, 779, 786-787, 791, Alm66                                                          | Fefa                                         | Coq           |             |
|      | 720, 725-730, 732-734, 736-740, 742-745, 747-750, 752-762, 785-793, 794-795, Alm66                                      | Mr. Simpleton                                | Jusp          |             |
| 1965 | 725, 736, 740-741, 746-748, 750, 752-753                                                                                | Mr. Strip                                    | Aagaard       |             |
| 1965 | 725 | Don Pepe                                     | Gosset        |             |
| 1965 | 726, 728, 739 | Heliodoro y Robertita                        | Íñigo         |             |
| 1965 | 726-728, 730-731, 733-734, 738-740, 742, 745-748, 750, Alm66                                                            | Silvano Mengano                              | Nené Estivill | Can Can     |
| 1965 | 726-728 | Viborita                                     | Peñarroya     | Can Can     |
| 1965 | 731, 733, 738 | Chelito y Marisita, ambas con su parejita    | Íñigo         |             |
| 1965 | 726, 728, 739 | Heliodoro y Robertita, una feliz parejita    | Íñigo         | Can Can     |
| 1965 | 731, 734, 739, 742, 746, 748-750, Alm66                                                                                 | El profesor Tenebro                          | Escobar       | Tío Vivo    |
| 1965 | 731-732 | Robertito y Elisenda, una pareja estupenda   | Íñigo         | Sissi       |
| 1965 | 733, 736, 738-740, 744                                                                                                  | Marcelina, una chica de servicio             | Manuel Soria  |             |
| 1965 | 734-738, 741 | Nuestra página de honor                      | VV. AA.       | 1965        |
| 1965 | 735, 738-745, 747-749, 752-757, 759-760, 770, 772, Alm66                                                                | Big George!                                  | Virgil Partch |             |
|      | 750, 754 | Aventuras de Don Barbas                      | Turner/Nelson |             |
|      | 753, 769, 771, 786-787, 791, 794                                                                                        | Don Barbas                                   | Füchsel       |             |
|      | 754 | El caco Bonifacio                            | Enrich        | Tío Vivo    |
|      | 755-756, 758, 773-775, 779, 782, 786, 789, 793-794                                                                      | Don Simón                                    | Cork          |             |
|      | 755, 757-760, 766, 768-769, 771-772, 785                                                                                | Lulú                                         | Matías Guiu   |             |
|      | 757, 759-762, 768 | Fulanítez                                    | Martín        |             |
|      | 758-777 | Hoy denunciamos…                             | Perich        |             |
|      | 760, 762, 764-768, 770-774, 776-777, 779-780                                                                            | Termómetro cinematográfico                   | Perich        |             |
|      | 762, 765, 769-771, 773, 780-785, 789-791, 793                                                                           | ONU del chiste presenta a                    | VV. AA.       |             |
|      | 770 | Esta es Carolina                             | Lassalvy      |             |
|      | 778, 782, 786, 790, 795                                                                                                 | Los gráficos de Perich                       | Perich        |             |
|      | 786 | Han visto vd. Anita Munster                  | Renault       |             |
|      | 786, 795 | Aquí está la familia Repérez                 | Rufa          | Nueva       |
|      | 792, 793, 795 | Isabelle                                     | Uber          |             |

## Tercera época (1967-1978)
Constó de 551 números ordinarios, varios extraordinarios y 10 almanaques. En sus números 37 a 79, Jaume Perich publicó la sección "El mundo de la historieta", acusando así la corriente reivindicativa del medio que se daba entonces en España. Contenía las siguientes series:
| Años              | Números | Título                                            | Historia                                                                                           | Autoría                                                                                     | Procedencia            |
| ----------------- | ------- | ------------------------------------------------- | -------------------------------------------------------------------------------------------------- | ------------------------------------------------------------------------------------------- | ---------------------- |
| 10/07/1967        | 0       | Don Tiburcio                                      | | Mingo                                                                                       | Nueva                  |
| 10/07/1967        | 0       | El capitán Serafín y su grumete Diabolín          | | Segura                                                                                      |                        |
| 10/07/1967        | 0       | Domingón                                          | | Gosset                                                                                      | Nueva                  |
| 10/07/1967        | 0       | Aspirino y Colodión                               | | Figueras                                                                                    | Nueva                  |
| 10/07/1967        | 0       | Adaptaciones literarias                           | Los hijos del Capitán Grant Dick Turpin Ivanhoe Un yanqui en la corte del Rey Arturo Ojo de halcón | Cassarel/Torregrosa Cassarel/Casamitjana Cassarel/Escandell Cassarel/Carrion Cassarel/Cuyas |                        |
| 10/07/1967        | 0       | Agripino                                          | | Cubero                                                                                      | Nueva                  |
| 10/07/1967        | 0       | Toby                                              | | Escobar                                                                                     | Nueva                  |
| 10/07/1967        | 0       | El botones Sacarino                               | | Ibáñez                                                                                      |                        |
| 10/07/1967        | 0       | Espadini                                          | | Cubero                                                                                      | Nueva                  |
| 10/07/1967        | 0       | Las hermanas Gilda                                | | Vázquez                                                                                     |                        |
| 10/07/1967        | 0       | Ringo                                             | | Tran                                                                                        | Nueva                  |
| 10/07/1967        | 0       | Don Berrinche                                     | | Peñarroya                                                                                   |                        |
| 10/07/1967        | 0       | Smith y Cía.                                      | | Buxadé                                                                                      |                        |
| 10/07/1967        | 0       | Alicia, Fernandito y su padre                     | |                                                                                             |                        |
| 10/07/1967        | 0       | Jimmy Banana                                      | | J. Bayona/Torregrossa                                                                       |                        |
| 10/07/1967        | 0       | Apolino Tarúguez y su secretario                  | | Conti                                                                                       |                        |
| 1967              | 20-     | Astérix el Galo                                   | La vuelta a la Galia Astérix en los juegos olímpicos                                               | René Goscinny/Albert Uderzo                                                                 | Franco-belga           |
|                   |         | Anacleto, agente secreto                          | | Vázquez                                                                                     | "Pulgarcito"           |
| 1967              |         | Teresito                                          | | Blas Sanchis                                                                                | Nueva                  |
| 1967              |         | Cándido Palmatoria                                | | Tran                                                                                        | Nueva                  |
| 1967              |         | Don Tacañete                                      | | Blas Sanchis                                                                                | Nueva                  |
|                   |         | Bi-Bip                                            | Bi-Bip contra el Ye-Ye atómico                                                                     | Jean-Pol                                                                                    | Franco-belga           |
|                   |         | Carioco                                           | | Conti                                                                                       |                        |
|                   |         | La familia Cebolleta                              | | Vázquez                                                                                     |                        |
| 1968              |         | Nicasso, pintor moderno                           | | Asen                                                                                        | Nueva                  |
| 1968              |         | El inspector O'Jal                                | | Vázquez                                                                                     | Nueva                  |
| 1969              |         | Don Alirón y la Ciencia-Ficción                   | | Conti                                                                                       | Nueva                  |
| 1970              |         | El Doctor No y su ayudante Sí                     | | Conti                                                                                       | Nueva                  |
| 1970              |         | Pepe                                              | | Jaume Rovira                                                                                | Nueva                  |
| 1970              |         | La señorita Ana                                   | | Galileo                                                                                     | Nueva                  |
|                   |         | La familia Chorlito                               | |                                                                                             | I. P. C.               |
|                   |         | La familia Trapisonda, un grupito que es la monda | | Ibáñez                                                                                      | Reedición              |
|                   |         | Zipi y Zape                                       | | Escobar                                                                                     |                        |
| 1970              |         | Mustafín                                          | | Toni                                                                                        |                        |
|                   |         | Don Pelmazo                                       | | Raf                                                                                         |                        |
| 27/07/-21/12/1970 | 158-179 | Otto Chuffen. Piloto alemán                       | | Raf                                                                                         |                        |
| 1971              |         | Don Percebe y Basilio, cobradores a domicilio     | | Rojas de la Cámara                                                                          | También en "Mortadelo" |
| 1972              |         | Roldán sin miedo                                  | Víctor Mora                                                                                        | Adolfo Usero                                                                                | Nueva                  |
| 1973              |         | Astroman                                          | Víctor Mora                                                                                        | Manuel Cuyás                                                                                | Nueva                  |
|                   |         | Lucky Luke                                        | | Morris                                                                                      | Franco-belga           |
|                   |         | Michel Tanguy                                     | |                                                                                             | Franco-belga           |
|                   |         | Michel Vaillant                                   | | Jean Graton                                                                                 | Franco-belga           |